# Narcissus tazetta subsp. chinensis
Narcissus tazetta subsp. chinensis es una subespecie de planta bulbosa de la familia de las amarilidáceas. Se encuentra en China (SE. Fujian, E. Zhejiang), y costa de Japón (Honshu, Kyushu).

## Taxonomía
Narcissus tazetta subsp. chinensis fue descrita por (M.Roem.) Masam. & Yanagih. y publicado en Trans. Nat. Hist. Soc. Formosa 31: 329, en el año 1941.
Etimología
Narcissus nombre genérico que hace referencia  del joven narcisista de la mitología griega Νάρκισσος (Narkissos) hijo del dios río Cephissus y de la ninfa Leiriope; que se distinguía por su belleza. 
El nombre deriva de la palabra griega: ναρκὰο, narkào (= narcótico) y se refiere al olor penetrante y embriagante de las flores de algunas especies (algunos sostienen que la palabra deriva de la palabra persa نرگس y que se pronuncia Nargis, que indica que esta planta es embriagadora). 
tazetta: epíteto latino que significa "con pequeña taza".
chinensis: epíteto geográfico que alude a su localización en China.
Sinonimia
- Narcissus tazetta var. chinensis M.Roem.
- Narcissus tazetta var. pancratiformis Makino
- Narcissus tazetta var. pleniflorus Traub
- Narcissus tazetta var. suisen Sieb.[3]